# Anapa
Anapa (Russisch: Анапа) is een Russische badplaats aan de Zwarte Zee aan de noordelijke uitlopers van de Kaukasus in de buurt van de Zee van Azov. De stad ligt 160 kilometer ten westen van Krasnodar en 52 kilometer ten noordwesten van Novorossiejsk en maakt bestuurlijk deel uit van het district Anapski. De plaats heeft een aantal sanatoria en ligt in een wijnbouwstreek.

## Geschiedenis
Anapa kent een lange geschiedenis waarin meerdere steden en rijken elkaar opvolgden. Achtereenvolgens was het gebied in handen van de Sindi, Pontische Grieken, Goten, Chazaren, Genuezen, Turken en Russen. De laatsten vestigden er uiteindelijk een badplaats.

### Prehistorie
Uit archeologische opgravingen blijkt dat de eerste mensen ongeveer 10.000 jaar geleden naar het gebied trokken. Rond 3000 v.Chr. bevond zich in het gebied de Majkopcultuur (vernoemd naar opgravingen bij Majkop).

### Sindika
Op het schiereiland Taman woonde vanaf 1000 v.Chr. het volk der Sindi, samen met de Maeotae mogelijk voorouders van de Adygeërs. De Sindi hielden zich vooral bezig met landbouw, visserij en de handel met Urartu.
Vanaf de 6e eeuw v.Chr. vestigden zich de eerste koloniën van Pontische Grieken aan de Zwarte Zeekust, waarna de Sindi daar hun belangrijkste handelsrelaties mee aanknoopten. De stad Sindika ontstond in dezelfde eeuw en werd later de hoofdstad van het koninkrijk Sindi.
De vrouw van de laatste Sindi-koning Sindi Gekatei, Tirgatao, startte volgens een legende rond 410 v.Chr. een opstand, waarop een oorlog ontstond met het Hellenistische Bosporuskoninkrijk aan de Straat van Kertsj (vroeger Kimmerische Bosporus genoemd). Deze oorlog zou volgens de overlevering mede veroorzaakt zijn door koning Satir I van Bosporus die het grondgebied van Sindi in bezit wilde krijgen.

### Gorgippia
Onder Satir I's zoon Levkon I werd Sindi in de 4e eeuw v.Chr. onderdeel van het Bosporuskoninkrijk. De stad werd (volgens Diodoros van Sicilië) onder Gorgippos van Bosporus hernoemd tot Gorgippia. Strabo schreef in zijn Geografie: "In de Sindi-regio is een plaats genaamd Georgippia, de koninklijke hoofdstad van Sindi, niet ver van de zee".
Gorgippia groeide vervolgens uit tot een van de belangrijkste handelsplaatsen van het koninkrijk. In de 2e en 3e eeuw maakte de stad haar grootste bloeiperiode door. Onder Mithridates VI van Pontus (132-63 v.Chr.) sloeg de stad wederom haar eigen munten. Naar aantal inwoners deed het alleen onder voor Panticapaeum en Theodosia. Uit Strabo's werk blijkt tevens dat er in die tijd piraterij plaatsvond door stammen aan de Zwarte Zeekust, waardoor de inwoners van Gorgippia genoodzaakt waren een vestingmuur te bouwen. In de 3e eeuw viel het Bosporuskoninkrijk uiteen en verviel de stad.
Archeologische opgravingen hebben de stad Sindika/Gorgippia aangetroffen bij het dorpje Rajevskoje in de buurt van Anapa. Het is nu een openluchtmuseum.

### Evdoesiana
In de derde eeuw verwoestten Alaanse stammen de stad mogelijk grotendeels. Toen de Goten kort daarop hun heerschappij vestigden over het voormalige Bosporuskoninkrijk lag de stad al grotendeels in ruïnes. De bewoners zouden daarom geen verdedigingsmuren meer hebben kunnen opbouwen. De Goten bouwden daarop de stad Evdoesiana of Jevlisia (volgens Procopius) ergens in de buurt van Gorgippia.
In de jaren zeventig van de 4e eeuw kwamen de Hunnen, die de stad en het rijk van de Goten vernietigden. In de 7e eeuw veroverden de Chazaren het gebied rond de Noordelijke Kaukasus. Later trokken de Nogai naar het gebied rondom de plaats.

### Mapa
Nadat een conflict tussen Venetiaanse en Genuese handelslieden was opgelost werd in de 13e eeuw op de huidige plaats een Genuese kolonie gesticht onder de naam Mapa. De naam 'Mapa' komt misschien uit het Abchazisch en zou iets kunnen betekenen als "rivierarm" of "in de haven".

Het was een bloeiende handelsplaats waar verder weinig over bekend is. Wel is bekend dat in de Genuese koloniën een lucratieve slavenhandel werd gedreven. Dit moest vooral in het geheim gebeuren, omdat de islamitische bergstammen vaak wraak namen op de Genuese koloniebewoners als ze erachter kwamen dat leden van hen tot slaven waren gemaakt. De Genuezen hadden daarom codenamen en speciale documenten voor deze handel.
In de 15e eeuw rukten de Ottomaanse legers van sultan Mehmet II op. Na de val van Constantinopel werd door hun controle over de Bosporus het handelsnetwerk op de Zwarte Zee verbroken. Kort daarop werd in 1475 Mapa veroverd.

### Anapa
Aan het einde van de 18e eeuw had de plaats de Adygese naam Anapa gekregen. Er bestaan meerdere verklaringen voor de oorsprong van de naam.
Volgens een Turkse reiziger werd Anapa verscheidene malen door Donkozakken verwoest. De Turken zetten de handel van de Genuezen in bont, graan, honing, huiden, kaas, olie, vee, bijenwas en slaven voort. De slaven werden vaak gevangen door de Adygese bergstammen en omvatten soms zelfs familieleden van deze volkeren, naast bijvoorbeeld Koeban-kozakken die ze gevangennamen tijdens aanvallen op hun nederzettingen langs de Koeban. Vanuit Anapa werd volgens oude schrijvers de islam onder de bergvolkeren verspreid.
De haven van Anapa was aanvankelijk niet van groot belang voor de Ottomanen. Dit veranderde toen het Keizerrijk Rusland aanvallen op de Krim en het schiereiland van Taman uitvoerde. De Turkse sultan Abdülhamit I zag de strategische waarde in en liet tussen 1781 en 1783 met hulp van Franse ingenieurs het bestaande Turkse fort aan de rivier de Boegoer (nu Anapka) uitbouwen tot een groot bolwerk. Dit fort bezat een 4 kilometer lange slotgracht dat tot 8 meter diep en 16 meter breed was. Het fort had zeven bastions en een hoge aarden wal met daarop een houten palissade.
Anapa was destijds een redelijk grote plaats met onder andere drie moskeeën, drie badhuizen, koffiehuizen, windmolens en overheidsgebouwen. De watervoorziening van de plaats werd aanvankelijk geregeld via de Boegoer, maar omdat de Adygeërs geregeld waterdragers gijzelden werden er in Anapa 30 waterputten geslagen. De Turken kwamen achter de geneeskrachtige werking van de waterbronnen en lieten een militair ziekenhuis bouwen, waar zieken tegen malaria werden behandeld.

### Russisch-Turkse conflicten
Om haar macht naar het zuiden te vergroten liet Catharina de Grote haar legers richting de Kaukasus trekken. Vier jaar na de voltooiing van het Turkse fort trok er in 1787 een Russisch leger naartoe. De commandant vreesde dat het omdat het te ver van Russisch grondgebied lag na inname niet te verdedigen zou zijn, en viel het niet aan. Een tweede poging in 1790 mislukte eveneens. Van de 8000 man die aanvielen, keerden slechts 3000 terug.
Een derde poging tot inname onder leiding van de Russische generaal Ivan Goedovitsj tijdens de Russisch-Turkse Oorlog in 1791 slaagde uiteindelijk. Hetzelfde jaar werd de plaats echter bij het verdrag van Jassy teruggegeven aan het Ottomaanse Rijk, mede omdat de plaats nog steeds een uitpost was. De Russen hadden echter wel eerst alle huizen in brand gestoken, de waterbronnen dichtgegooid en alle verdedigingswerken opgeblazen.
De Ottomanen bouwden Anapa weer op en het werd weer een centrum van de slavenhandel. Tijdens de volgende Russisch-Turkse Oorlog in 1807, gaf tsaar Alexander I opdracht "dat roversnest Anapa" te vernietigen. Daarop trok de Zwarte Zeevloot naar Anapa en bombardeerde het fort, terwijl het ook vanaf het land werd aangevallen. De Turken vluchtten uit het fort en de Russen brandden Anapa weer plat.
Anapa werd daarop weer teruggegeven en door de Ottomanen opnieuw bevolkt. Er leefden nadien ongeveer 3000 mensen in het fort, waarvan slechts een derde Turken. De rest bestond uit Adygeërs, Armeniërs en Grieken.
In 1809 vielen de Russen opnieuw aan, met een amfibische landingseenheid, en wisten Anapa opnieuw te bezetten. Bij de Vrede van Boekarest van 1812 werd de plaats echter weer overgedragen aan de Ottomanen.
Tijdens de volgende Russisch-Turkse Oorlog werd Anapa na een anderhalve maand durend beleg op 12 juni 1828 uiteindelijk ingenomen door de Zwarte Zeevloot onder leiding van admiraal Greig en prins Mensjikov en een Russisch leger. Volgens een Turkse kroniek bleven 3000 mensen achter en werd de rest per boot naar Turkije gestuurd.

### Onder het Russische Rijk
Bij het Verdrag van Adrianopel in 1829 werd het fort uiteindelijk onderdeel van het Russische Rijk. Het fort werd op bevel van Nicolaas I bijna geheel met de grond gelijk gemaakt (alleen de oostelijke poort bestaat nu nog).
In eerste instantie bleef het een kozakkenfort, waar weinig mensen wilden wonen in verband met de onveiligheid van deze uithoek van het Russische Rijk. Er waren alleen een aantal kozakkengarizoenen gelegerd. De Russische regering wilde echter het gebied snel bevolken en stuurde aan op migratie van Zwarte Zee-kozakken en Donkozakken naar het gebied. Kozakken hadden een tekort aan landbouwgrond en konden zich in het algemeen goed verdedigen tegen aanvallen, in dit geval van de bergvolkeren. De eerste vrijwillige migranten waren kozakken uit de buurt van Poltava.
Anapa was een van de 17 forten die samen de tussen 1830 en 1839 gebouwde Zwarte Zeekustlinie vormde en de nieuwe Russische zuidgrens moesten beschermen tegen invallen van buitenaf (Turken en Engelsen). De Russen wilden ook voorkomen dat er wapens naar de bergvolkeren werden gebracht, waarmee Rusland de Kaukasusoorlog voerde. In 1846 kreeg Anapa de stadstatus.
Tijdens de Krimoorlog werd de stad opnieuw door de Turken aangevallen. De lokale commandant vreesde dat de plaats zou worden ingenomen en liet daarop alles opblazen en trok met de bevolking naar Taman. Op 2 juni 1855 namen de Turkse legers de plaats in, die tot een ruïne verworden was. Het werd daarop kortstondig een Turks militair steunpunt.
Op 10 juli 1856 namen de Russen Anapa weer in. Door de gunstige ligging duurde het niet lang tot de plaats weer werd bevolkt, vooral met eenvoudige burgers en inwoners uit posads. Op de plek van de verwoeste Turkse moskee werd een Russisch-orthodoxe kerk gebouwd.
Tussen 1863 en 1865 werd de bergbevolking, waarmee het Russische Rijk van 1817 tot 1864 de Kaukasusoorlog gevoerd had, gedwongen om zich ofwel in het laagland bij de rivier de Koeban te vestigen of naar het Ottomaanse Rijk te vertrekken. Vanuit de Kaukasus vertrokken via Russische havens als Novorossiejsk, Anapa en Toeapse naar schatting 600.000 mensen naar Anatolië, vaak onder zeer slechte omstandigheden. Hieronder bevonden zich ongeveer 45.000 Natoezjai (sprekers van het Natoezjaidialect van het Adygees) uit de buurt van Anapa. Tegenwoordig wonen nog maar weinig Adygeërs in de regio rond Anapa. In het dorpje Soevopovo-Tsjerkesski, enkele kozakkenplaatsjes en in de stad zelf bevinden zich nog gemeenschappen van Adygeërs.

### Opkomst als kuuroord
In 1866 kreeg Anapa voor de tweede maal de stadstatus en begon de opkomst van Anapa als kuuroord. Vanaf de jaren zeventig van de 19e eeuw werd begonnen met wijnbouw. In de tijd van Gorgippia werd er echter ook al wijn verbouwd.
Aan het einde van de 19e eeuw woonden er ongeveer 10.000 mensen in en rond Anapa, vaak onder zeer slechte omstandigheden. Er was geen ziekenhuis en bovendien was er veel te weinig grond zodat veel mensen zich elders vestigden.
In 1893 werd Anapa door een lokale dokter voor het eerst als kuuroord aangeduid, waarmee de groei van de plaats als herstellingsoord voor de rijkeren op gang kwam. Er werden in die tijd veel datsja's, villa's en badhuizen gebouwd. In 1899 kwam onder doktor Boedzinski de bouw pas echt op gang. Bij zijn aankomst verklaarde hij enigszins overdreven: "er is geen ziekenhuis in Anapa, daar het in verband met het gezonde klimaat voor lokale inwoners nauwelijks nodig is".
In de jaren daarop bouwde hij drie sanatoria, waarvoor hij in 1915 tot ereburger werd benoemd. Verder werden er badhuizen en andere medische voorzieningen gebouwd en werd de infrastructuur uitgebreid. In die tijd werd Anapa steeds bekender in Rusland en in 1913 en 1914 viel de plaats in de prijzen bij Russische tentoonstellingen vanwege de "prachtige materialen en goede begeleiding van de sanatoria".
De stad Anapa bleef echter een klein, stoffig plaatsje zonder veel groenvoorzieningen en met smerige straten en een groot tekort aan schoon drinkwater. Het was een gezondheidscentrum voor de rijkere klasse, voor de gewone burger was dit niet te betalen. In 1915 werd besloten om ook de armere klassen tegen gereduceerd (50%) tarief te behandelen. Voor armen die door zemstvo- of oejezd-doktoren naar Anapa werden gestuur was de behandeling zelfs gratis.
Begin 20e eeuw werd ook begonnen met wijnbouw onder leiding van prins Lev Golitsyn, die aan de Zwarte Zeekust 600 soorten druiven liet aanplanten.

### Revolutie, oorlog en ontwikkeling tot gezondheidscentrum voor kinderen
Na de Russische Revolutie en de daaropvolgende Russische Burgeroorlog besloot Lenin dat Anapa een gezondheidscentrum voor kinderen moest worden.
In 1921 zouden er naar zeggen 55.000 kinderen naar Anapa zijn gestuurd met 92 ziekenhuistreinen en enkele stoomboten. Een dergelijke grote groep was echter te veel voor de stad en de kinderen leefden daarom in tentenkampen bij de zee. In 1929 onderzocht een speciale commissie van het Volkscommissariaat van Volksgezondheid van de RSFSR de kusten van Taman tot de grens met Abchazië. Omdat Anapa lange witte stranden en ondiepe wateren had, werd besloten het om te vormen tot een herstellingsoord voor kinderen. Tegen het begin van de Tweede Wereldoorlog waren er 22 gezondheidscentra voor kinderen, waar jaarlijks 60.000 kinderen verbleven.
Tijdens Operatie Barbarossa werd Anapa op 31 augustus 1942 veroverd door de legers van nazi-Duitsland die het tot onderdeel van het Rijkscommissariaat Kaukasus maakten. Bij de herovering van de stad tijdens de Slag om de Kaukasus op 21 september 1943 werd de stad voor 80% verwoest. Alle sanatoria en overheidsgebouwen werden opgeblazen en het strand werd vol landmijnen gelegd, mogelijk om een amfibische landing te voorkomen.
Na de oorlog begonnen de inwoners van Anapa vanaf 1947 met de heropbouw van de stad en haar voorzieningen. Omdat er weinig geld was werd alles zo goedkoop mogelijk gebouwd, wat mede verklaard dat veel gebouwen nu in slechte staat zijn. In 1968 werd uiteindelijk het drinkwaterprobleem opgelost door de aanleg van een pijpleiding vanaf de rivier de Koeban.
Vanuit de hele Sovjet-Unie kwamen kinderen naar de plaats om er medische zorg te ondergaan of om bijeenkomsten bij te wonen van de jeugdorganisatie Pioniers. Halverwege de jaren 80 trok de stad tijdens het seizoen 1,5 miljoen bezoekers en in 1987 konden 42.500 mensen tegelijkertijd gebruikmaken van de 153 gezondheidsvoorzieningen.

### Na de val van de Sovjet-Unie
Na de val van de Sovjet-Unie zakte het toerisme in door het wegvallen van de overheidssubsidies en de concurrentie van andere badplaatsen buiten Rusland. Dit herstelde zich wat eind jaren 90. In 2001 waren er 800.000 bezoekers, waarvan een derde jonger dan 18 jaar, wat erop wijst dat de plaats nog steeds populair is bij kinderen en tieners. Ook veel gezinnen met kinderen komen naar de plaats.
In populariteit haalt de stad het echter niet bij Sotsji.

## Klimaat
De plaats heeft een mediterraan klimaat met warme zomers en meest zachte winters met lichte sneeuwval, hoewel ook vorstperioden tot −20 °C voorkomen. Het aantal zondagen ligt rond 280 per jaar, met gemiddeld 48 bewolkte dagen. De gemiddelde jaarlijkse temperatuur bedraagt 11,9 °C (januari 1 °C; juli 23 °C), en de zeetemperatuur 15,5 °C. De Zwarte Zee zorgt regelmatig voor een koele zeewind. De regenval bedraagt 400 mm per jaar. Het badseizoen loopt van 15 mei tot 15 oktober.

## Economie en transport
De economie van de stad is meest op het toerisme gericht. Er is een aantal bedrijven in de voedselvoorziening werkzaam (onder andere een vleesfabriek en een zuivelfabriek), met name voor het toerisme. Ook is er een bedrijf voor de productie van bouwmaterialen en een spin- en weeffabriek. In de buurt van Anapa wordt wijn verbouwd.
Anapa heeft een spoorwegstation buiten de stad dat alleen tijdens het badseizoen wordt gebruikt. Lokaal vervoer wordt verricht met busdiensten. Er wordt een nieuwe luchthaven, geschikt voor grote vliegtuigen gebouwd. Sinds de sluiting van het vliegveld van Novorossiejsk is het vliegveld Vitjazevo van Anapa het vliegcentrum voor alle steden van Rusland die op de Noordelijke Zwarte Zeekust vliegen.

## Demografie
| 1833 | 1897  | 1959   | 1967   | 1979   | 1989   | 2002   |
| ---- | ----- | ------ | ------ | ------ | ------ | ------ |
| 240  | 6.700 | 18.500 | 23.000 | 40.100 | 54.796 | 53.493 |